# Джалпайгури (округ)
Джалпайгу́ри (англ. Jalpaiguri, бенг. জলপাইগুড়ি জেলা) — округ в индийском штате Западная Бенгалия. Административный центр округа — город Джалпайгури.

## Название
Название округа в переводе с местного туземного языка означает «место, где растут оливки».

## Географическое положение
Расположен на севере Западной Бенгалии, между предгорьями Гималаев и Индо-Гангской равниной.

## История
Образован в 1869 году.
Силы непальского сопротивления вынашивают план создания нового штата Горкхаланд, в состав которого входит также северная территория этого округа.

## Достопримечательности
На территории округа расположен тигровый заповедник «Букса».